# George Ingle Finch
George Ingle Finch, avstralski kemik in alpinist, * 4. avgust 1888, † 22. november 1970.
S svojimi raziskavami na področju kisika je omogočil izvajanje alpinističnih odprav na visoke gore.

## Nagrade
- Hughesova medalja (1944)